# Darvel
Darvel (lokal: Dervel) ist eine Kleinstadt in East Ayrshire, Schottland. Sie befindet sich an der A71 am Ostende des Irvine Valleys. Motto der Stadt ist „Non sibi sed cunctis“ (Nicht für sich, sondern für alle).

## Söhne und Töchter der Stadt
- Alec Smith (1875–1954), Fußballspieler
- Sir Alexander Fleming (1881–1955), geboren auf der Lochfield-Farm, Entdecker des Penicillins
- Christine Borland (* 1965), Künstlerin und Hochschullehrerin